# Heyls-Schlößchen

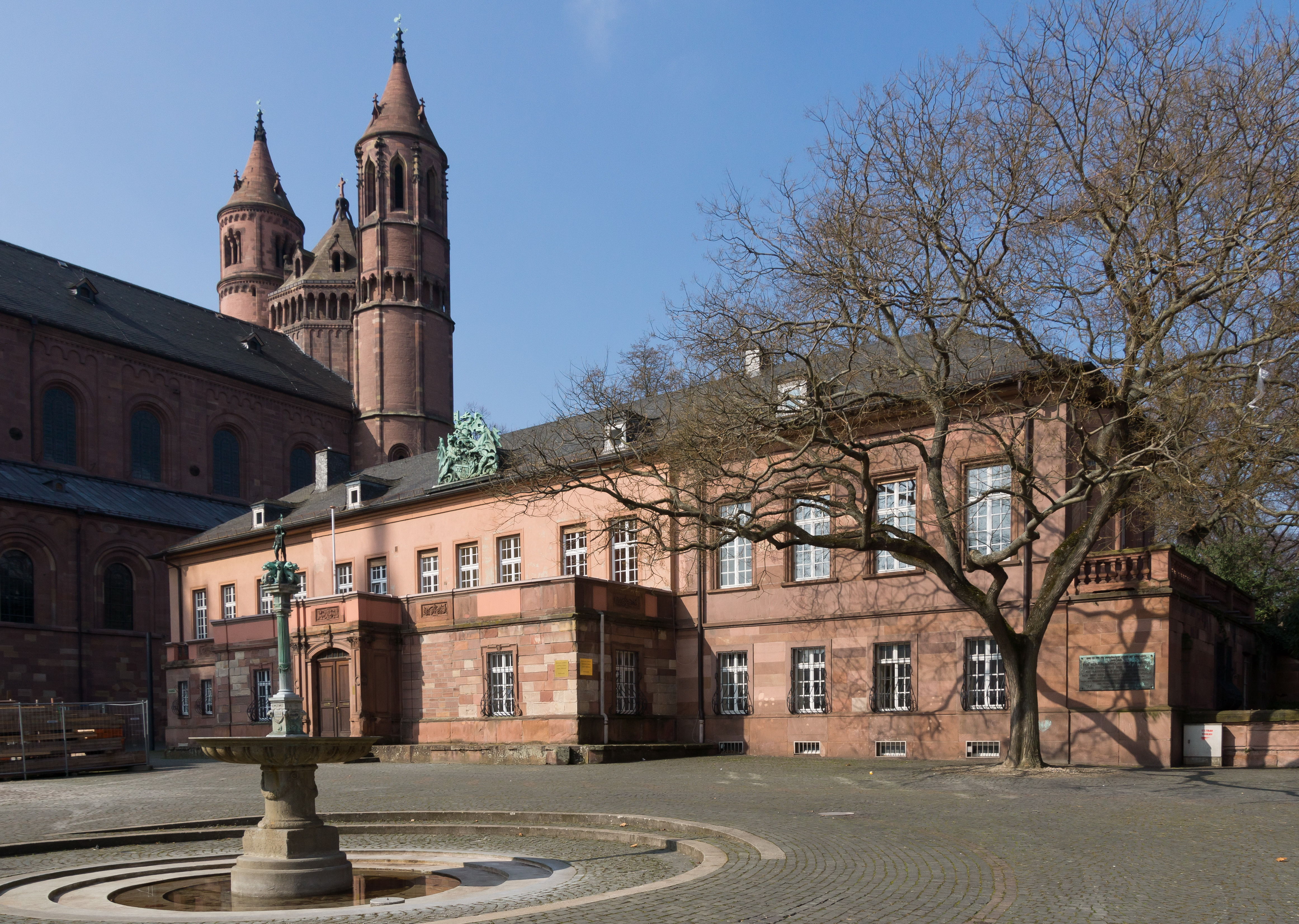
Heyls-Schlößchen, Worms, Zustand nach Wiederaufbau. Blick vom Schloßplatz.

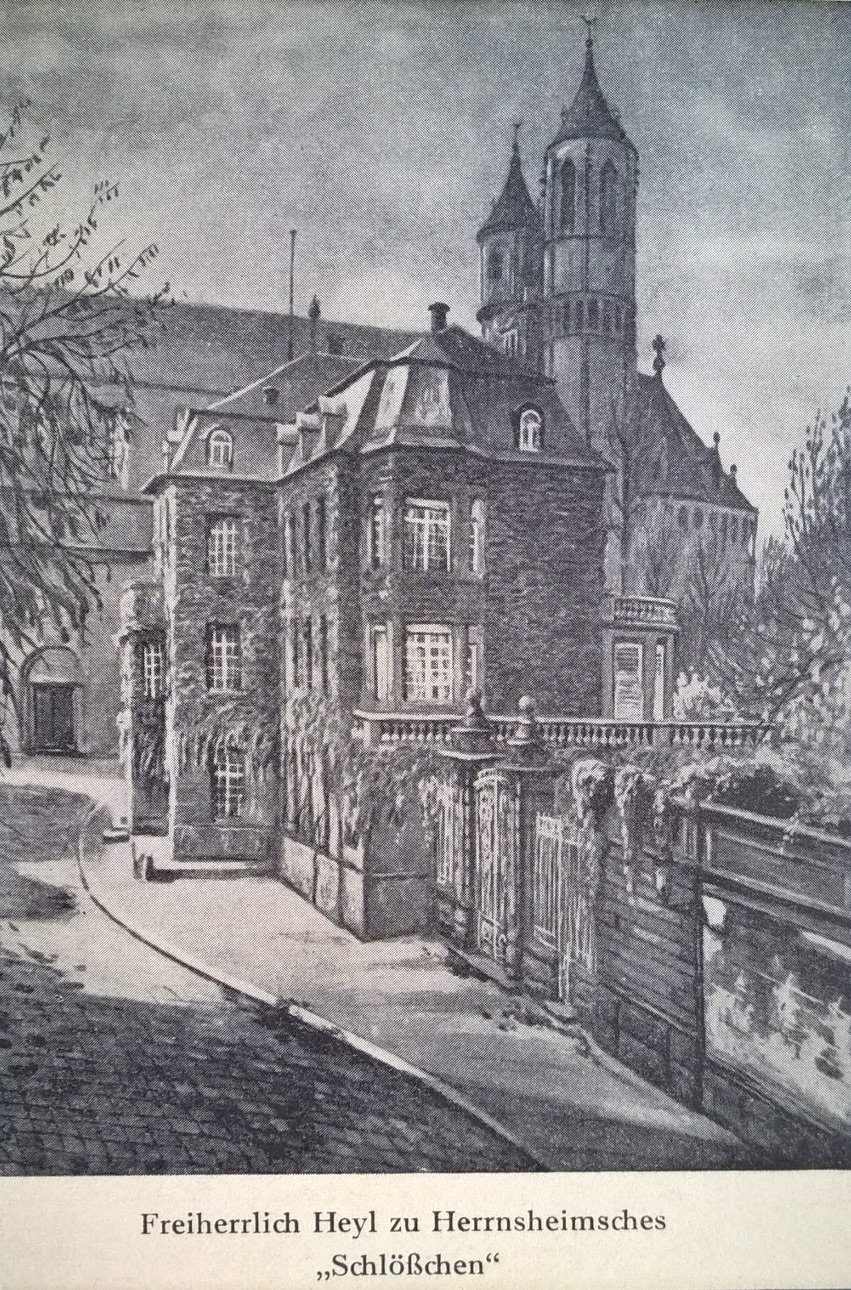
Heyls-Schlößchen nach Umbau durch Bruno Paul 1905.

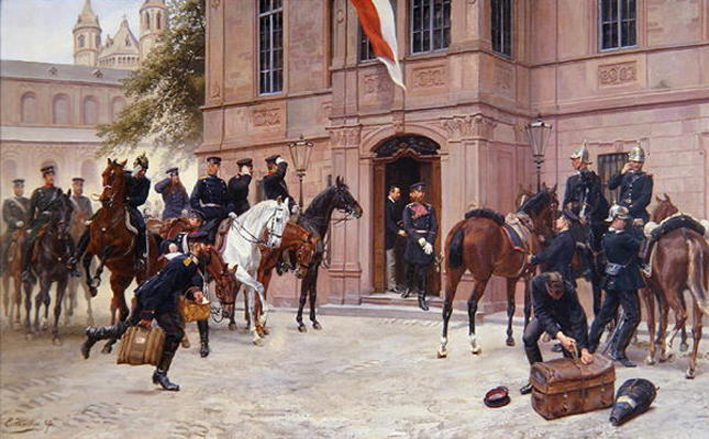
Kronprinz-Ludwig IV von Hessen-Darmstadt und Cornelius Heyl am Heyls-Schlößchen. Gemälde von Emil Hünten (1827–1902).

Heyls-Schlößchen ist der Name eines unter Denkmalschutz stehenden Palais in Worms am Rhein. Die Adresse ist „Schloßplatz 1“.

## Baugeschichte ab 1843
Das Gelände am Schlossplatz in Worms, auf dem das Schloss später erbaut werden sollte, wurde bereits 1805 von Johann Cornelius Heyl erworben. Das Gelände wurde aber zwischenzeitlich an den Wormser Beigeordneten Theodor Joseph Zell verkauft. Das Schlösschen wurde 1843 durch Zell an dem einstigen Standort des mittelalterlichen Wormser Bischofshofs (der ursprünglichen karolingischen Königspfalz) erbaut. Nach dem Erwerb durch die Familie von Heyl wurde das Gebäude 1851 im klassizistischen Stil repräsentativ erweitert. Es wurde Wohnsitz des Cornelius Wilhelm von Heyl zu Herrnsheim. Im Jahr 1905 erhielt es von Architekt Bruno Paul eine zusätzliche Etage, einige Erweiterungen und ein Mansardendach. Etwa zeitgleich bewohnte Cornelius Wilhelm Karl von Heyl zu Herrnsheim mit seiner Familie das Anwesen.

## Wiederaufbau nach 1945
Das Gebäude wurde im Zweiten Weltkrieg erheblich beschädigt. Der Initiative von Liselotte Blank-Sommer als kommissarische Stadtbaumeisterin von Worms nach dem Zweiten Weltkrieg ist der Erhalt und zeitgemäße Wiederaufbau des Schlösschen zu verdanken. Durchgeführt wurde der Wiederaufbau von ihrem späteren Geschäftspartner und Architekt Heiner Saxer.
In den späten 1940er Jahren war zuerst die dem Dom abgewandte Seite mit einem Notdach versehen worden, die dem Dom zugewandten Bauteile wurden nur im Erdgeschoss vom Schutt befreit und nutzbar gemacht. Dieser Zustand sollte fast zwanzig Jahre beibehalten werden. Erst Ende der 1960er Jahre gab Bauherr Siegfried von Heyl zu Herrnsheim den Wiederaufbau in Auftrag. Dazu wurde das Obergeschoss vom rechten Flügel abgetragen. Das Schlösschen wurde nun durchgehend in zwei Volletagen konstruiert. Der Stil des Wiederaufbaus folgt den architektonischen Vorstellungen seiner Zeit, insbesondere die Dachkonstruktion. Oberhalb der Eingangshalle wurde auf einen Vorsprung im ersten Stock verzichtet, daher erstreckt sich das Geschoss über die ganze Breite. Der Neubauteil wurde verputzt und ist so vom historischen Teil zu unterscheiden.
An der südöstlichen Ecke des Gebäudes ist eine bronzene Gedenktafel angebracht, auf der an die historische Bedeutung des hier bis 1799 stehenden Bischofshofs erinnert wird.

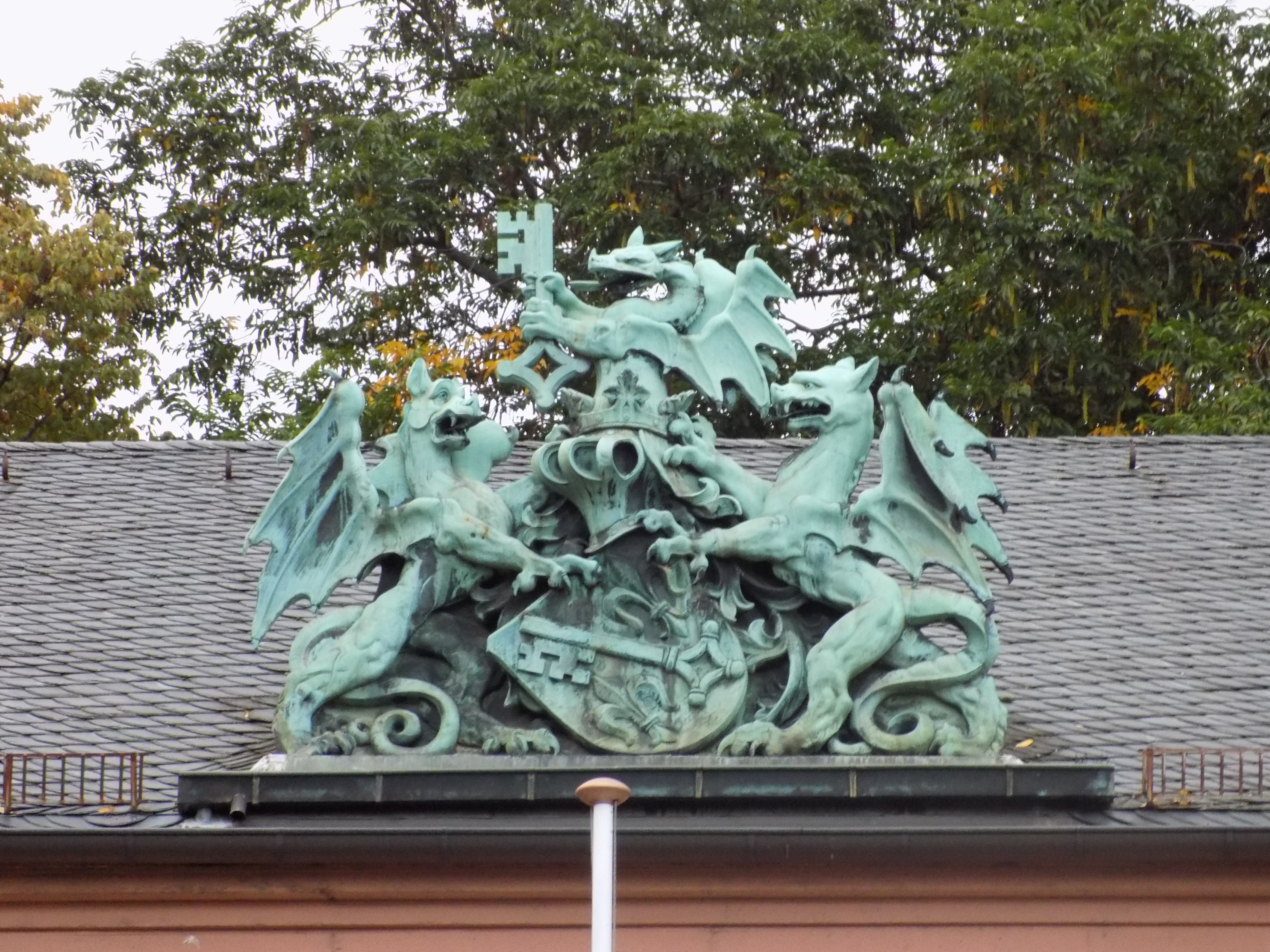
Wappen der Familie Heyl

## Heutige Nutzung
Das Gebäude befindet sich in Familienbesitz. Im Erdgeschoss sind Gewerbeeinheiten untergebracht, der erste Stock wird teilweise dauerhaft bewohnt. Während der Nibelungen-Festspiele in Worms wird das Gebäude für begleitende Veranstaltungen genutzt.